# Lower Kinnerton
Lower Kinnerton is een civil parish in het bestuurlijke gebied Cheshire West and Chester, in het Engelse graafschap Cheshire met 136 inwoners.